# 阿托卡 (新墨西哥州)
阿托卡（英語：Atoka）是位於美國新墨西哥州埃迪縣的普查規定居民點。

## 人口
根據2020年美國人口普查的數據，阿托卡的面積為17.59平方千米，當中陸地面積為17.51平方千米，而水域面積為0.08平方千米。當地共有人口1153人，而人口密度為每平方千米65.55人。